# Трюффо, Франсуа

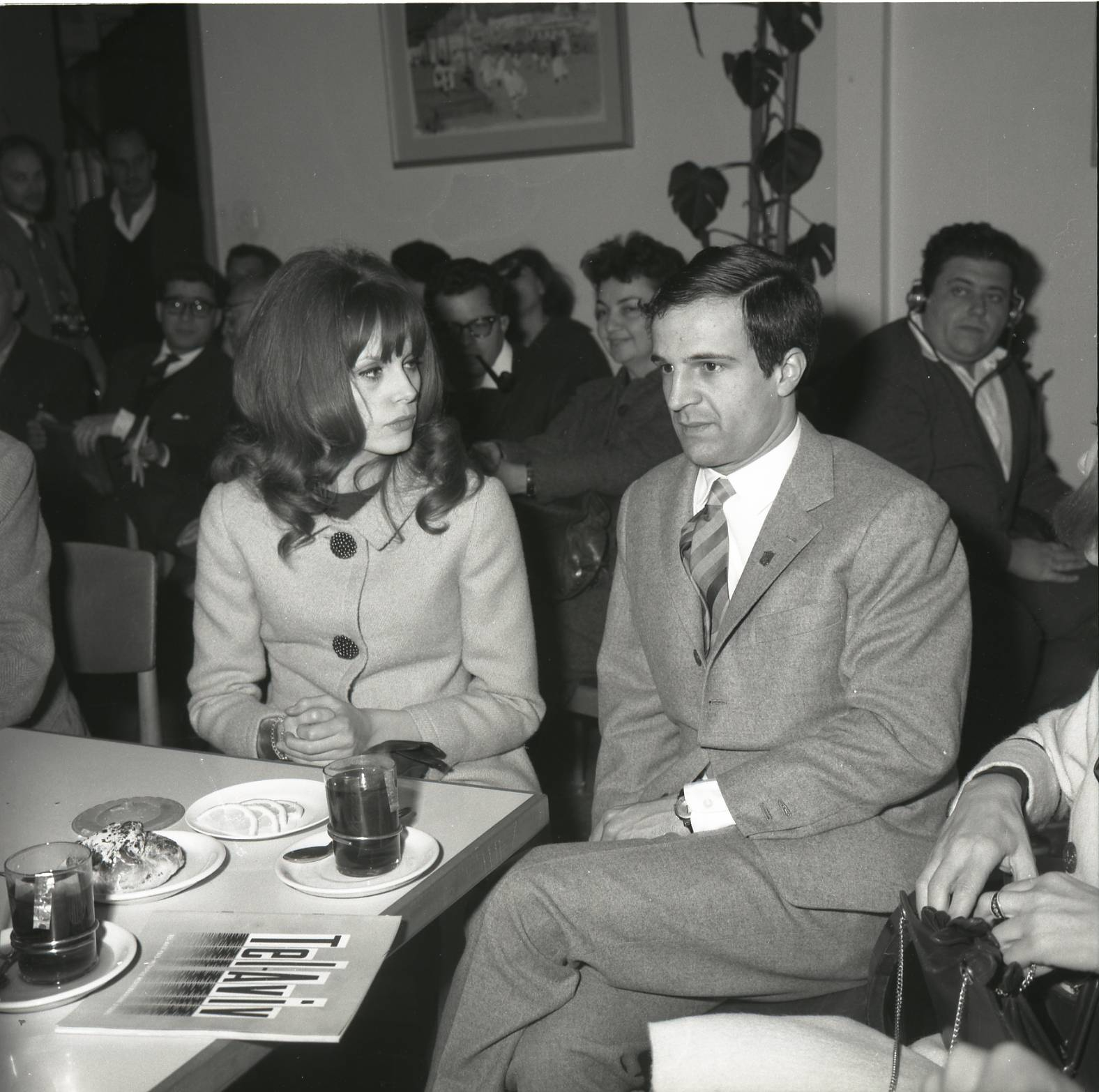
Трюффо и Франсуаза Дорлеак в Израиле, 1963

Франсуа́ Рола́н Трюффо́ (фр. François Roland Truffaut [fʁɑ̃swa ʀɔlɑ̃ tʁyfo]; 6 февраля 1932, Париж — 21 октября 1984, Нёйи-сюр-Сен) — французский кинорежиссёр, сценарист, актёр и критик, один из основоположников французской новой волны. Участвовал в качестве сценариста, актёра, режиссёра и продюсера более чем в тридцати фильмах.

## Биография
Франсуа Трюффо родился 6 февраля 1932 года в Париже. Будучи внебрачным ребёнком секретарши газеты «Иллюстрасьон» Жанин де Монферран, он не знал своего настоящего отца — сразу после рождения Жанин отдала мальчика кормилице и около трёх лет лишь изредка с ним виделась. 9 ноября 1933 года Жанин вышла замуж за чертёжника из архитектурной фирмы Ролана Трюффо (весной 1934 года у них родился сын Рене, но Франсуа своего единоутробного брата так и не увидел, потому что ребёнок умер через два месяца после рождения), который усыновил Франсуа и дал ему свою фамилию. Однако, несмотря на это, Франсуа продолжал жить на попечении различных нянь и своей бабушки, Женевьевы де Монферран, жившей в IX округе Парижа, которая привила ему свою любовь к книгам и музыке. С бабушкой он прожил вплоть до её смерти, когда ему было 10 лет, после чего впервые воссоединился с матерью и отчимом. Однако в их квартире для него не было комнаты, и он спал в коридоре. Случайно найдя дневник Ролана Трюффо, Франсуа узнал, что тот ему не родной отец. Позднее, после того как в 1962 году родители развелись, в 1968 году Франсуа обратился в детективное агентство в попытке отыскать своего биологического отца. Расследование в конечном итоге показало, что его отцом мог быть дантист-еврей португальского происхождения и уроженец Байонны Ролан Леви, который учился в Париже в межвоенный период и переехал в Труа с приходом нацистских войск. Детективы установили, что Леви в июле 1949 года женился на Андре Блюм, и у них родилось двое детей, но в 1959 году они развелись. Хотя его родня со стороны Жанин отрицала, что его отцом был Леви, сам Франсуа всё же поверил в эту версию.
Живя с матерью и отчимом, Трюффо старался проводить как можно больше свободного времени с друзьями, лишь бы быть вне дома. Его лучшим другом с юности и до смерти был Робер Ляшене, который стал прототипом друга Антуана Дуанеля Рене Беже в фильме Трюффо «Четыреста ударов», а также ассистентом в некоторых других его фильмах. В восемь лет Франсуа увидел первый в своей жизни фильм «Потерянный рай» Абеля Ганса. Это стало началом его киномании, которая привела к тому, что Трюффо начал прогуливать школу и пробираться в кинозалы «зайцем», если у него не хватало денег на билет. Исключённый из нескольких школ, будущий режиссёр в 14 лет решил начать самостоятельную жизнь и окончательно бросил школу. Одна из его юношеских «академических целей» состояла в том, чтобы «просмотреть в день три фильма и прочитать в неделю три книги».
Большое влияние на Франсуа оказал писатель и кинокритик Андре Базен, прививший ему любовь к кино.
Вместе с другим будущим режиссёром, Жан-Люком Годаром, Трюффо пишет статьи для журнала Базена «Cahiers du Cinéma». Там он дебютировал в марте 1953 года хвалебной статьёй о фильме «Внезапный страх» Дэвида Миллера. Он подписывает статьи не только своей фамилией, но и псевдонимами Франсуа де Монферран и Робер Лашне. Впоследствии Трюффо будет работать с Годаром над сценариями фильмов «На последнем дыхании» и «История воды». Трюффо является видным теоретиком авторского кино. По мнению Трюффо, нет никакой несовместимости между словами «автор» и «ремесло», так как автор должен иметь возможность писать не только для себя самого, но и для других: «Слово „коммерческий“ почти всегда влечёт за собой пустую дискуссию: ведь в истории кино самым коммерческим режиссёром был и самый великий — Чарли Чаплин». Несмотря на критическое отношение к коммерческому голливудскому кино, Трюффо не только заметил у Альфреда Хичкока авторский взгляд за оболочкой развлекательного кино, он снял несколько фильмов под его влиянием. Интервью, которые Трюффо взял у Хичкока, были изданы в виде книги, давшей название документальному фильму «Хичкок/Трюффо» (2015).

Франсуа Трюффо и Клод Жад на премьере своего третьего совместного фильма «Сбежавшая любовь», 1979

В 1957 году Трюффо женился на Мадлен Моргенштерн, которая родила ему двух девочек (в 1959 и 1961). Иньяс Моргенштерн, тесть Франсуа, продюсер и кинопрокатчик, помог молодому человеку начать карьеру в кино. В 1957 году по совету тестя он создал независимую производственную кинокомпанию Les Films du Carrosse (букв. «Фильмы Кареты»), на базе которой было снято большинство его фильмов. В 1965 году Трюффо развёлся с Мадлен.
Заметное место в творчестве Трюффо занимает своеобразный цикл фильмов, объединённых одним героем, Антуаном Дуанелем. Цикл начинается полуавтобиографическим фильмом «Четыреста ударов» (Les Quatre cents coups, 1959, Гран-при на Каннском фестивале) и продолжается в таких фильмах, как «Антуан и Колетт» (Antoine et Colette, новелла в фильме «Любовь в 20 лет», 1962), «Украденные поцелуи» (Baisers volés, 1968, c Жан-Пьером Лео и Клод Жад), «Семейный очаг» (Domicile conjugale, 1970, Жан-Пьер Лео, Клод Жад), «Сбежавшая любовь» (L’amour en fuite, 1979, Жан-Пьер Лео, Клод Жад). Причём по мнению режиссёра, в этом цикле темы и пласты имеют не автобиографический характер, «…а в значительной мере биографический».
Известно, что Трюффо, которому Клод Жад обязана прозвищем «маленькой невесты французского кино», хотел сочетаться с ней браком и просил у её родителей руки их дочери. Однако в последний момент передумал и не явился на церемонию. Клод Жад сумела простить его, и они остались друзьями на всю жизнь.
Фильм Трюффо «Американская ночь» (1973) получил премию «Оскар» в номинации «Лучший иностранный фильм». Стивен Спилберг так охарактеризовал этот фильм: «Самый близкий мне фильм из всех, снятых Трюффо. „Американская ночь“ лучше всего даёт понять, кем он был. А он был воплощением кинематографа».
Самая известная роль Трюффо — в фильме Стивена Спилберга «Близкие контакты третьей степени» (1977). В письме другу Трюффо сообщал: «Сразу стало ясно, что я согласился принять участие в грандиозном мультфильме-комиксе, а посему быстро спрятал в чемодан томик Станиславского, который прихватил с собой на всякий случай».
В 1981 году он снял в своём фильме «Соседка» актрису Фанни Ардан, и с этого времени она стала его подругой и родила ему дочь.
Трюффо скоропостижно скончался от рака мозга 21 октября 1984 года в возрасте 52 лет в парижском пригороде Нёйи-сюр-Сен.

## Критика и оценки
Ингмар Бергман: «Я невероятно сильно любил Трюффо, восхищался им. То, как он обращается к аудитории, рассказывает историю, завораживает и увлекает. Это не похоже на меня, но замечательно работает».
Мартин Скорсезе говорил: «Страсть Трюффо к кино, желание, которое пробуждалось в нём, оживляло каждый фильм, который он снимал, каждую сцену, каждый кадр».
Вуди Аллен отмечал: «Мне всегда очень нравилось то, что делал Трюффо!… Это был прекрасный, замечательный режиссёр. Некоторые его фильмы кажутся мне образцовыми».

## Фильмография

### Режиссёрские работы
- 1954 — Визит / Une visite
- 1957 — Шпанята / Les Mistons
- 1958 — История воды / Une histoire d’eau (к/м, совместно с Ж.-Л. Годаром)
- 1959 — Четыреста ударов / Les quatre cents coups
- 1960 — Стреляйте в пианиста / Tirez sur le pianiste
- 1962 — Любовь в двадцать лет / L’Amour à vingt ans
- 1962 — Жюль и Джим / Jules et Jim
- 1964 — Нежная кожа / La Peau Douce
- 1966 — 451° по Фаренгейту / Fahrenheit 451
- 1968 — Невеста была в чёрном / La mariée était en noir
- 1968 — Украденные поцелуи / Baisers Volés
- 1969 — Сирена с «Миссисипи» / La Sirène du Mississippi
- 1969 — Дикий ребёнок / L’Enfant sauvage
- 1970 — Семейный очаг / Domicile conjugal
- 1971 — Две англичанки и «Континент» / Les deux anglaises et le continent
- 1972 — Такая красотка, как я / Une Belle Fille Comme Moi
- 1973 — Американская ночь / La Nuit Américaine
- 1975 — История Адели Г. / L’Histoire d’Adèle H.
- 1976 — Карманные деньги / L’Argent de Poche
- 1977 — Мужчина, который любил женщин / L’Homme qui aimait les femmes
- 1978 — Зелёная комната / La Chambre Verte
- 1979 — Сбежавшая любовь / L’Amour En Fuite
- 1980 — Последнее метро[17] / Le Dernier Métro
- 1981 — Соседка / La Femme d’à Côté
- 1983 — Весёленькое воскресенье (Скорей бы воскресенье!) / Vivement dimanche!

### Сценарные работы
- 1954 — Визит / Une visite
- 1957 — Шпанята / Les Mistons
- 1958 — История воды / Une histoire d’eau (к/м, совместно с Ж.-Л. Годаром)
- 1959 — Четыреста ударов / Les quatre cents coups (и адаптация)
- 1959 — На последнем дыхании / À bout de souffle (рассказ)
- 1960 — Стреляйте в пианиста / Tirez sur le pianiste (и адаптация)
- 1960 — Лодырь / Tire-au-flanc 62 (адаптация)
- 1961 — Так со мною поступить / Me faire ça à moi (в титрах не указан)
- 1962 — Жюль и Джим / Jules et Jim (адаптация)
- 1962 — Большая голова / Une grosse tête
- 1962 — Любовь в двадцать лет / L’Amour à vingt ans
- 1964 — Нежная кожа / La Peau Douce
- 1964 — Мата Хари / Mata Hari, agent H21
- 1966 — 451° по Фаренгейту / Fahrenheit 451
- 1968 — Невеста была в чёрном / La mariée était en noir (адаптация)
- 1968 — Украденные поцелуи / Baisers Volés
- 1969 — Сирена с «Миссисипи» / La Sirène du Mississippi (адаптация)
- 1969 — Дикий ребёнок / L’Enfant sauvage (адаптация)
- 1970 — Семейный очаг / Domicile conjugal
- 1971 — Две англичанки и «Континент» / Les deux anglaises et le continent (адаптация)
- 1972 — Такая красотка, как я / Une Belle Fille Comme Moi (адаптация)
- 1973 — Американская ночь / La Nuit Américaine
- 1975 — История Адели Г. / L’Histoire d’Adèle H.
- 1976 — Карманные деньги / L’Argent de Poche
- 1977 — Мужчина, который любил женщин / L’Homme qui aimait les femmes
- 1978 — Зелёная комната / La Chambre Verte
- 1979 — Сбежавшая любовь / L’Amour En Fuite
- 1980 — Последнее метро[17] / Le Dernier Métro
- 1981 — Соседка / La Femme d’à Côté
- 1983 — Скорей бы воскресенье! / Vivement dimanche!
- 1988 — Маленькая воровка / La petite voleuse

### Актёрские работы
- 1969 — Дикий ребёнок / L’Enfant sauvage  — доктор Жан Итар
- 1973 — Американская ночь / La Nuit Américaine — режиссёр Ферран
- 1977 — Близкие контакты третьей степени / Close Encounters of the Third Kind — Клод Лакомб
- 1978 — Зелёная комната / La Chambre verte — Жюльен Давен

### Продюсерские работы
- 1959 — Четыреста ударов / Les quatre cents coups
- 1960 — Завещание Орфея / Le Testament d’Orphée
- 1960 — Лодырь / Tire-au-flanc 62
- 1962 — Жюль и Джим / Jules et Jim
- 1964 — Нежная кожа / La Peau Douce
- 1968 — Обнажённое детство / L’enfance nue
- 1968 — Украденные поцелуи / Baisers Volés
- 1969 — Сирена с «Миссисипи» / La Sirène du Mississippi
- 1970 — Семейный очаг / Domicile conjugal
- 1973 — Американская ночь / La Nuit Américaine
- 1976 — Карманные деньги / L’Argent de Poche (в титрах не указан)
- 1977 — Мужчина, который любил женщин / L’Homme qui aimait les femmes
- 1978 — Зелёная комната / La Chambre Verte
- 1979 — Сбежавшая любовь / L’Amour En Fuite
- 1980 — Последнее метро[17] / Le Dernier Métro
- 1981 — Соседка / La Femme d’à Côté
- 1983 — Скорей бы воскресенье! / Vivement dimanche!